# Josef (Tobiade)
Josef (bl. 240 bis 210 v. Chr.) war ein Mitglied der Tobiadenfamilie. Er übte das Amt des Generalsteuerpächters für die ptolemäische Provinz Syrien/Phönikien bis zum Ausbruch des Vierten Syrischen Krieges aus.
Die Tobiadenfamilie, die zum judäischen Landadel gehörte, war ursprünglich im Ostjordanland begütert. Dort ist Tobias, Vater des Josef, 258/57 v. Chr. als Kommandeur einer jüdisch-makedonischen Reitereinheit bezeugt. Josef war zugleich auch Neffe des Jerusalemer Hohenpriesters Onias II. und hielt sich vor allem in Jerusalem auf. Er forderte den Hohenpriester im Namen der Opposition auf, seine gegen die Ptolemäer gerichtete Politik aufzugeben. Onias II. beugte sich dem Druck. Er blieb zwar Hoherpriester, die politische Macht ging aber auf Josef über. Als prostates vertrat er das Volk gegenüber dem König.
Nach diesem Aufstieg reiste Josef zum König nach Alexandria. Er überbot seine Konkurrenten und erhielt das Amt des Generalsteuerpächters für Syrien/Phönizien sowie das Kommando über 2.000 Soldaten. Dafür hatte er das doppelte Steueraufkommen versprochen, und er hielt Wort. Josef nutzte seine Macht, um die Steuerforderungen rigoros durchzusetzen. Er eroberte Askalon und Skythopolis, als diese Städte sich weigerten, die erhöhten Steuern zu entrichten. Die städtische Oberschicht ließ er hinrichten und ihr Vermögen konfiszieren. Auch die jüdische Bevölkerung wurde durch die verschärfte Besteuerung belastet. Die große Mehrheit verarmte.
Sein jüngster Sohn Hyrkanos versuchte 210 v. Chr., seinen Vater aus seinen lukrativen Ämtern zu verdrängen, und löste damit die Spaltung der Tobiadenfamilie aus. Hyrkanos musste sich ins Ostjordanland zurückziehen.
Quelle für die Biografie Josefs ist der Tobiadenroman, den Flavius Josephus in seinem Werk Jüdische Altertümer ausgewertet hat. Für den Verfasser des Tobiadenromans war Josef Muster und Vorbild eines erfolgreichen Menschen: „ein tüchtiger und großzügiger Mann, der das jüdische Volk aus Armut und Schwäche in einen glänzenderen Zustand des Lebens versetzte…“ Die kritische Auseinandersetzung mit dem Lebensideal, für das Josef so erfolgreich stand, sieht Klaus Bringmann im biblischen Buch Kohelet, das etwa zu dieser Zeit verfasst wurde. Peter Schäfer meint, dass durch die Herrschaftspraxis der Ptolemäer und der Tobiadenfamilie als deren Handlanger die „verhängnisvolle Gleichsetzung von ‚arm‘ und ‚fromm‘  sowie von ‚reich‘ und ‚hellenisiert‘“  entstanden sei, „die sich in der Folgezeit zu einem gefährlichen sozial-religiösen Gemisch entwickeln sollte.“